# Viseo
Viseo (en portugués, Viseu) es una ciudad portuguesa, capital del distrito homónimo, en la región Centro y comunidad intermunicipal de Viseu Dão-Lafões. Tiene casi 58 000 habitantes y es el centro de una comunidad intermunicipal de 267 633 habitantes. Es la capital de la región histórica y antigua provincia de Beira Alta.
El casco viejo de la ciudad está coronado por un espacio abierto -Adro da Sé- ante el que se hallan la catedral, la iglesia de la misericordia y el museo Grão Vasco. El granito de sus murallas, iglesias, ermitas y viejos caserones es una de las señas de identidad de la ciudad, que se expande sobre un terreno montañoso y verde, en la altiplanicie de la Beira Alta.

## Toponimia
El topónimo en portugués es Viseu (pronunciado [viˈzew]ⓘ), mientras que en español coexiste con la forma tradicional «Viseo». Según E. Bascuas, el topónimo Viseu procede de una forma de origen paleoeuropeo, derivada de la raíz indoeuropea *weis-, *wis- 'deshacerse, derretir, fluir'. Tras la conquista romana de la península ibérica, la ciudad pasó a denominarse Beseo. Se puede observar que la variante tradicional española que incluye la terminación en -o es etimológicamente más próxima a la denominación otorgada por los romanos. De hecho, la referencia escrita más antigua de la ciudad, en la forma «Viseo», data del siglo VI y corresponde al parroquial suevo. La documentación posterior registra la forma «Viseo», apareciendo Viseu a partir de los registros en portugués del siglo XII.

## Geografía
Localizada en la altiplanicie de la Beira Alta en la parte central del norte de Portugal se encuentra en un cruce de caminos, en la mitad del departamento del mismo nombre.
Viseo limita al norte con Castro Daire, al noreste con Vila Nova de Paiva, al este con Sátão y Penalva do Castelo, al sureste con Mangualde y Nelas, al sur con Carregal do Sal, al suroeste con Tondela, al oeste con Vouzela y al noroeste con São Pedro do Sul.

### Comunicaciones
Las comunicaciones por carretera son excelentes al encontrarse muy próxima a la ciudad en el cruce de las autopistas A24 y A25 (Aveiro–Viseo–Guarda–Vilar Formoso) que forman con la IP5 y un tramo de la N2 una gran variante a la urbe. Más cerca del núcleo urbano se conforma un cinturón que comunica todas las rutas que llegan al mismo, estas son: la N337-1, la IP3, N231, N16, N239 y N2.
Desde Orense (Galicia) tiene muy buena comunicación a través de la A24, dos horas y media de trayecto.
Tiene aeropuerto (Aerodromo/Aeroporto de Viseu/Lordosa {Gonçalves Lobato} (VSE)) pero carece de estación de ferrocarril. Las estaciones más próximas son Nelas y Mangualde (línea de la Beira Alta; internacional > < Vilar Formoso–Guarda–Pampilhosa–Coímbra).

### Demografía
| Gráfica de evolución demográfica de Viseo entre 1864 y 2021 |
|                                                             |
| Datos según el nomenclátor publicado por el INE portugués.  |

### Organización territorial
El municipio de Viseo está formado por veinticinco freguesias:
- Abraveses
- Barreiros e Cepões
- Boa Aldeia, Farminhão e Torredeita
- Bodiosa
- Calde
- Campo
- Cavernães
- Cota
- Coutos de Viseu
- Faíl e Vila Chã de Sá
- Fragosela
- Lordosa
- Mundão
- Orgens
- Povolide
- Ranhados
- Repeses e São Salvador
- Ribafeita
- Rio de Loba
- Santos Evos
- São Cipriano e Vil de Souto
- São João de Lourosa
- São Pedro de France
- Silgueiros
- Viseu

### Hidrografía
El accidentado relieve hace que haya una abundancia de pequeños ríos y riachuelos. De una forma general está organizada en tres vertientes; la del río Voga, la del río Dão y la del río Paiva. Hay otros menores pero que mantienen una cierta importancia como el río Mel.
El centro urbano lo atraviesa el río Pavia que está siendo recuperado en el ámbito del Programa Polis.

### Orografía
La ciudad de Viseo tiene una posición central en relación con el distrito. Está localizada en el llamado altiplano de Viseo y está envuelta por un sistema montañoso constituido al norte por las sierras de Leomil, la sierra de Montemuro y la sierra de Lapa, al noroeste la sierra de Arado, al sur y sudeste las sierras de Estrella y Lousã y al oeste la sierra del Caramulo que es la que más influye en el área.
El municipio tiene una superficie irregular con altitudes comprendidas entre los 400 y 700 m sobre el nivel del mar.
Los suelos del territorio municipal son mayoritariamente de granito y en menor medida presentan formaciones de cuarcitas y gneises de los períodos pre-precámbrico y arcaico.

### Clima
Viseo, como ciudad en el surco entre el norte y centro de Portugal, y "enclustrada" por las sierras de Caramulo, Buçaco, Estrela, Montemuro y Leomil, tiene un clima con influencia mediterránea, continental y marítima. Viseo tiene un clima mediterráneo Csb (templado con verano seco y templado) según la clasificación climática de Köppen. Su clima se caracteriza por inviernos frescos a fríos, con temperaturas medias mensuales entre 7 °C y 9 °C, húmedo, con una precipitación total alrededor de 499.4 mm, y con viento relativamente, sobre todo en enero. La primavera es amena, con algunas lluvias, concentradas en los dos primeros meses, las temperaturas máximas van desde 28 hasta 30 °C y mínimas de entre 3 a 5 °C a 15 °C en los días de calor diurno. El verano es caliente y seco, la temperatura máxima entre 22 a 25 °C y 30-33 °C, mínima entre 12 y 25 °C. El otoño es húmedo y fresco, con mucha lluvia que se concentra en los dos últimos meses de la estación. El rango de temperatura mínima es de 4 a 15 °C en septiembre y el máximo que se puede ir a 30 °C en septiembre y 15 °C a finales de noviembre.
| Parámetros climáticos promedio de Viseu centro, elevación: 443m, normales 1981-2010 | Parámetros climáticos promedio de Viseu centro, elevación: 443m, normales 1981-2010 | Parámetros climáticos promedio de Viseu centro, elevación: 443m, normales 1981-2010 | Parámetros climáticos promedio de Viseu centro, elevación: 443m, normales 1981-2010 | Parámetros climáticos promedio de Viseu centro, elevación: 443m, normales 1981-2010 | Parámetros climáticos promedio de Viseu centro, elevación: 443m, normales 1981-2010 | Parámetros climáticos promedio de Viseu centro, elevación: 443m, normales 1981-2010 | Parámetros climáticos promedio de Viseu centro, elevación: 443m, normales 1981-2010 | Parámetros climáticos promedio de Viseu centro, elevación: 443m, normales 1981-2010 | Parámetros climáticos promedio de Viseu centro, elevación: 443m, normales 1981-2010 | Parámetros climáticos promedio de Viseu centro, elevación: 443m, normales 1981-2010 | Parámetros climáticos promedio de Viseu centro, elevación: 443m, normales 1981-2010 | Parámetros climáticos promedio de Viseu centro, elevación: 443m, normales 1981-2010 | Parámetros climáticos promedio de Viseu centro, elevación: 443m, normales 1981-2010 |
| Mes                                                                                 | Ene.                                                                                | Feb.                                                                                | Mar.                                                                                | Abr.                                                                                | May.                                                                                | Jun.                                                                                | Jul.                                                                                | Ago.                                                                                | Sep.                                                                                | Oct.                                                                                | Nov.                                                                                | Dic.                                                                                | Anual                                                                               |
| ----------------------------------------------------------------------------------- | ----------------------------------------------------------------------------------- | ----------------------------------------------------------------------------------- | ----------------------------------------------------------------------------------- | ----------------------------------------------------------------------------------- | ----------------------------------------------------------------------------------- | ----------------------------------------------------------------------------------- | ----------------------------------------------------------------------------------- | ----------------------------------------------------------------------------------- | ----------------------------------------------------------------------------------- | ----------------------------------------------------------------------------------- | ----------------------------------------------------------------------------------- | ----------------------------------------------------------------------------------- | ----------------------------------------------------------------------------------- |
| Temp. máx. abs. (°C)                                                                | 20.0                                                                                | 22.6                                                                                | 27.6                                                                                | 30.3                                                                                | 33.0                                                                                | 39.0                                                                                | 40.5                                                                                | 40.4                                                                                | 39.6                                                                                | 31.2                                                                                | 27.3                                                                                | 22.5                                                                                | 40.5                                                                                |
| Temp. máx. media (°C)                                                               | 11.9                                                                                | 13.8                                                                                | 16.9                                                                                | 17.6                                                                                | 20.6                                                                                | 26.2                                                                                | 29.6                                                                                | 29.6                                                                                | 26.1                                                                                | 20.1                                                                                | 15.1                                                                                | 12.7                                                                                | 20                                                                                  |
| Temp. media (°C)                                                                    | 7.1                                                                                 | 8.6                                                                                 | 11.0                                                                                | 11.9                                                                                | 14.7                                                                                | 19.0                                                                                | 21.7                                                                                | 21.6                                                                                | 19.0                                                                                | 14.7                                                                                | 10.6                                                                                | 8.5                                                                                 | 14                                                                                  |
| Temp. mín. media (°C)                                                               | 2.2                                                                                 | 3.3                                                                                 | 5.2                                                                                 | 6.2                                                                                 | 8.8                                                                                 | 11.7                                                                                | 13.8                                                                                | 13.5                                                                                | 11.9                                                                                | 9.1                                                                                 | 6.0                                                                                 | 4.2                                                                                 | 8                                                                                   |
| Temp. mín. abs. (°C)                                                                | -6.6                                                                                | -7.3                                                                                | -5.4                                                                                | -2.6                                                                                | -0.5                                                                                | 2.6                                                                                 | 5.3                                                                                 | 6.0                                                                                 | 3.0                                                                                 | 0.7                                                                                 | -3.5                                                                                | -5.0                                                                                | '                                                                                   |
| Precipitación total (mm)                                                            | 153.2                                                                               | 105.6                                                                               | 79.0                                                                                | 113.6                                                                               | 103.0                                                                               | 35.2                                                                                | 19.2                                                                                | 17.8                                                                                | 66.0                                                                                | 147.0                                                                               | 155.5                                                                               | 203.4                                                                               | 1198.5                                                                              |
| Fuente: Instituto Português do Mar e da Atmosfera                                   |                                                                                     |                                                                                     |                                                                                     |                                                                                     |                                                                                     |                                                                                     |                                                                                     |                                                                                     |                                                                                     |                                                                                     |                                                                                     |                                                                                     |                                                                                     |

| Parámetros climáticos promedio de Aeródromo de Viseu, elevación: 644 m, normales 1981-2010 | Parámetros climáticos promedio de Aeródromo de Viseu, elevación: 644 m, normales 1981-2010 | Parámetros climáticos promedio de Aeródromo de Viseu, elevación: 644 m, normales 1981-2010 | Parámetros climáticos promedio de Aeródromo de Viseu, elevación: 644 m, normales 1981-2010 | Parámetros climáticos promedio de Aeródromo de Viseu, elevación: 644 m, normales 1981-2010 | Parámetros climáticos promedio de Aeródromo de Viseu, elevación: 644 m, normales 1981-2010 | Parámetros climáticos promedio de Aeródromo de Viseu, elevación: 644 m, normales 1981-2010 | Parámetros climáticos promedio de Aeródromo de Viseu, elevación: 644 m, normales 1981-2010 | Parámetros climáticos promedio de Aeródromo de Viseu, elevación: 644 m, normales 1981-2010 | Parámetros climáticos promedio de Aeródromo de Viseu, elevación: 644 m, normales 1981-2010 | Parámetros climáticos promedio de Aeródromo de Viseu, elevación: 644 m, normales 1981-2010 | Parámetros climáticos promedio de Aeródromo de Viseu, elevación: 644 m, normales 1981-2010 | Parámetros climáticos promedio de Aeródromo de Viseu, elevación: 644 m, normales 1981-2010 | Parámetros climáticos promedio de Aeródromo de Viseu, elevación: 644 m, normales 1981-2010 |
| Mes                                                                                        | Ene.                                                                                       | Feb.                                                                                       | Mar.                                                                                       | Abr.                                                                                       | May.                                                                                       | Jun.                                                                                       | Jul.                                                                                       | Ago.                                                                                       | Sep.                                                                                       | Oct.                                                                                       | Nov.                                                                                       | Dic.                                                                                       | Anual                                                                                      |
| ------------------------------------------------------------------------------------------ | ------------------------------------------------------------------------------------------ | ------------------------------------------------------------------------------------------ | ------------------------------------------------------------------------------------------ | ------------------------------------------------------------------------------------------ | ------------------------------------------------------------------------------------------ | ------------------------------------------------------------------------------------------ | ------------------------------------------------------------------------------------------ | ------------------------------------------------------------------------------------------ | ------------------------------------------------------------------------------------------ | ------------------------------------------------------------------------------------------ | ------------------------------------------------------------------------------------------ | ------------------------------------------------------------------------------------------ | ------------------------------------------------------------------------------------------ |
| Temp. máx. abs. (°C)                                                                       | 19.5                                                                                       | 21.3                                                                                       | 25.8                                                                                       | 28.3                                                                                       | 33.2                                                                                       | 35.4                                                                                       | 39.4                                                                                       | 38.6                                                                                       | 37.0                                                                                       | 29.4                                                                                       | 23.4                                                                                       | 19.0                                                                                       | 39.4                                                                                       |
| Temp. máx. media (°C)                                                                      | 10.4                                                                                       | 12.3                                                                                       | 15.5                                                                                       | 16.4                                                                                       | 19.4                                                                                       | 24.4                                                                                       | 27.6                                                                                       | 28.0                                                                                       | 23.8                                                                                       | 18.4                                                                                       | 13.3                                                                                       | 10.7                                                                                       | 18.4                                                                                       |
| Temp. media (°C)                                                                           | 7.1                                                                                        | 8.4                                                                                        | 11.0                                                                                       | 11.8                                                                                       | 14.5                                                                                       | 18.7                                                                                       | 21.1                                                                                       | 21.6                                                                                       | 18.5                                                                                       | 14.5                                                                                       | 10.0                                                                                       | 7.7                                                                                        | 13.7                                                                                       |
| Temp. mín. media (°C)                                                                      | 3.8                                                                                        | 4.5                                                                                        | 6.4                                                                                        | 7.1                                                                                        | 9.6                                                                                        | 13.0                                                                                       | 14.5                                                                                       | 15.3                                                                                       | 13.2                                                                                       | 10.7                                                                                       | 6.7                                                                                        | 4.6                                                                                        | 9.1                                                                                        |
| Temp. mín. abs. (°C)                                                                       | -4.2                                                                                       | -4.5                                                                                       | -6.8                                                                                       | -1.2                                                                                       | 1.8                                                                                        | 5.6                                                                                        | 7.3                                                                                        | 7.6                                                                                        | 5.8                                                                                        | 2.2                                                                                        | -0.9                                                                                       | -2.9                                                                                       | -6.8                                                                                       |
| Precipitación total (mm)                                                                   | 183.2                                                                                      | 103.5                                                                                      | 98.2                                                                                       | 118.7                                                                                      | 98.2                                                                                       | 37.6                                                                                       | 19.5                                                                                       | 28.5                                                                                       | 60.4                                                                                       | 173.7                                                                                      | 161.8                                                                                      | 201.0                                                                                      | 1284.3                                                                                     |
| Fuente: Instituto Português do Mar e da Atmosfera                                          |                                                                                            |                                                                                            |                                                                                            |                                                                                            |                                                                                            |                                                                                            |                                                                                            |                                                                                            |                                                                                            |                                                                                            |                                                                                            |                                                                                            |                                                                                            |

## Economía
Viseo es un centro agrícola y artesanal que se encuentra dentro de una zona escasamente industrializada, donde predominan las grandes extensiones de viñedos y olivares. Así como la minería del carbón y la industria alimenticia. La industria no tiene un peso importante, mientras que los servicios ocupan a un 83 % de la población activa.
El sector primario, aun siendo la comarca básicamente agrícola la ciudad de Viseo no tiene las actividades del sector primario como importantes en la contribución económica, la ocupación en este sector no llaga al 2 % de la población activa. Algunas personas se ocupan en las plantaciones del viñedo y olivar de las tierras de la comarca o en las minas de pegmatitas graníticas, tungsteno y uranio que hay en el distrito.
El sector secundario, con una actividad industrial centrada en la artesanía este sector ocupa solamente aun escaso 16 % de la población.
El sector servicios, altamente desarrollado es la actividad en la que Viseo basa su economía. Da trabajo a cerca del 84 % de la población activa. Está centrada en la educación con centros de educación superior de reconocido renombre en el país.

## Historia

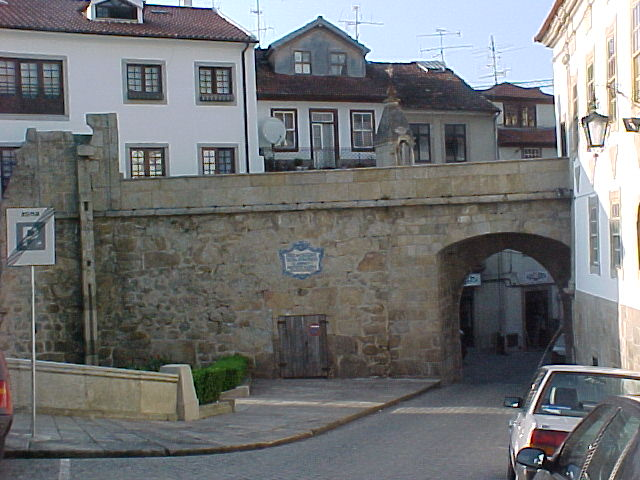
Puerta de los Caballeros

Los orígenes de Viseo se remontan a la época castreña y con la invasión por parte del Imperio romano de la península ibérica tomó gran importancia. Viseo se ubica en el cruce de importantes calzadas romanas, una de las cuales procedente de Mérida, la Augusta Emerita, se dirigía a Bracara, la actual Braga. El importante cruce de calzadas puede justificar la construcción de la estructura octogonal defensiva, de 2 km de perímetro, conocida como Cava (por "zanja", "foso") de Viriato.
Viseo está asociada a la figura de Viriato, ya que este héroe lusitano pudiera haber nacido en estas tierras. Después de la invasión romana la ciudad siguió creciendo, se convirtió en la sede de diócesis de Viseo ya en el dominio visigótico en el siglo VI.
Entre los años 712 y 1057, intervalo de la ocupación árabe de Andalucía, Viseo era conocida como Castro Vesense en donde Vesi quiere decir visigodo. Durante el asedio de 1028, es saeteado el rey leonés Alfonso V, que muere a causa de las heridas. Fernando I de León, conocido como Fernando el Magno conquistaría definitivamente Viseo a los musulmanes. Antes de la formación del condado Portugués, Viseo fue varias veces residencia de los condes Teresa de León y Enrique de Borgoña, conde de Portugal que en 1123 le concede fueros a la ciudad de Viseo, en 1187 los volvería conceder su hijo Alfonso I de Portugal y serían confirmados por Alfonso II de Portugal en 1217. Durante la crisis de 1383-1385 Viseo fue atacada, saqueada e incendiada por las tropas de Castilla y Juan I de Portugal mando que se amurallara, más adelante Alfonso V de Portugal mandaría completarla, por ello lleva en nombre de muralla alfonsina. En el siglo XV el rey cedería la ciudad al infante D. Henrique que adquiriría el título de duque de Viseo.
En 1513 Manuel I de Portugal renueva el fuero y se realiza una expansión de la ciudad, la actual zona central o Rossio que, en poco tiempo se convertiría en el principal punto de encuentro de la sociedad. En este mismo siglo vive Vasco Fernandes, un importante pintor que tiene muchas de sus obras por las iglesias de la región y en el Museu Grão Vasco, cerca de la catedral. En el siglo XIX se consagra el Rossio como centro de la ciudad al construirse en este barrio la casa consistorial dejando así la parte alta de tener la importancia que hasta entonces había tenido al concentrar el comercio y construcciones medievales en la Rua Direita.

## Monumentos y lugares de interés

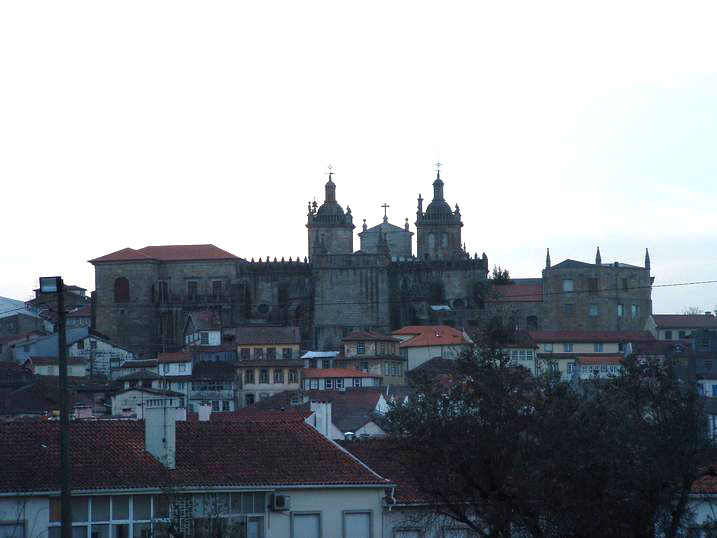
La catedral de Viseo, vista posterior.

- Catedral de Viseo, del siglo XVI. Se comenzó a construir en el siglo XII. Del románico original quedan pocos restos, algún capitel y la portada sur. El estilo predominante es el gótico consta de tres naves en tres planos. En estilo manuelino se cubrieron las bóvedas.
- Murallas y puertas de la antigua ciudad,
- Iglesia de la Misericordia, del siglo XVIII, con fachada rococó y dos torres. Tiene tres retablos neoclásicos.
- Palacio arzobispal.
- Fortificación romana,
- Cava de Viriato, construcción defensiva de tiempos del Imperio romano.

## Cultura

### Leyendas
Según la leyenda de la ciudad, en pleno proceso de reconquista, un miembro de un grupo de guerrilleros llegados a la ciudad por el lado oriental, donde se juntan los ríos Pavia y Dao, preguntó que viso (vejo) eu? ("¿qué veo yo?") y de esta pregunta nacería el nombre de la ciudad. En realidad, el nombre Viseo viene del nombre romano de la ciudad, Beseo.
Otra leyenda, más verosímil, sugiere que aquí ha vivido un rey llamado Don Ramiro II, probablemente Ramiro II de León que de viaje a otras tierras conoció a Sara, hermana de Alboazar, rey del castillo de Gaia. Ramiro se enamoró de esta dama con pasión infinita que acabó raptando. El hermano de la doncella, en venganza, raptó a la esposa del rey, Doña Urraca. Herido en el orgullo Ramiro escogió en Viseo los mejores guerreros para que le acompañasen y penetró sigilosamente en el castillo, dejando a los guerreros fuera escondidos en las proximidades. Aprovechando que Alboazar iba de caza, Ramiro logró encontrar a su esposa, Doña Urraca, que enterada de la traición de su marido rehusó acompañarlo.
Cuando Alboazar regresa de cazar, Urraca descubre, en venganza, a su marido que es hecho prisionero y mandado ejecutar. Ramiro como último deseo pide morir al son de su bocina y el toque de esta es la señal a los guerreros para que ataquen el castillo. Al sexto toque el castillo es rodeado e incendiado por los soldados de Ramiro y Alboazar muere en la lucha.
A continuación, al regresar del barco, Doña Urraca se lamentó a su marido de que Alboazar era mejor hombre que Don Ramiro II. El rey, a consejo de sus propios hijos según algunos, la mató y lanzó al río en Vila Praia de Âncora.
Otra versión de esta leyenda llama anacrónicamente Wamba al rey cristiano.

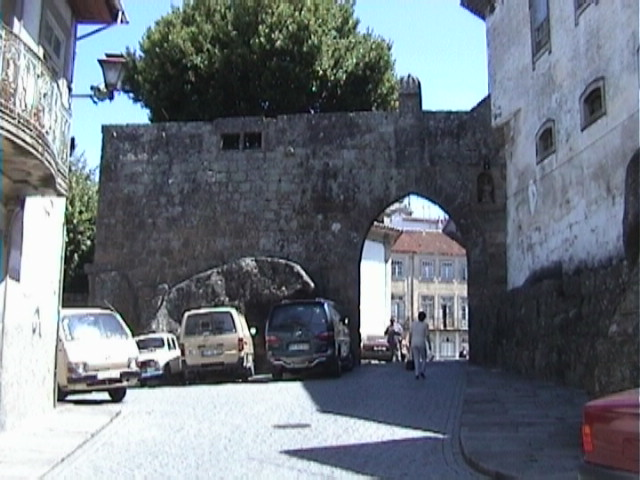
Puerta del Soar

### Fiestas
Las fiestas mayores son en la feria de São Mateus, San Mateo, que comienza el 14 de agosto y se extiende hasta el 21 de septiembre. En este tiempo se realiza un mercado de productos del campo y artesanía. Las cavalhadas de Voldemoinhos se celebran el 24 de junio.

### Ferias
Ya en el siglo XVIII se realizaban dos ferias en la ciudad, las de todas los primeros sábados de cada mes, que actualmente se realizan todos los sábados del mes, y la Feria Franca que tenía carácter anual y que ya fue nombrada en 1758 en el Dicionário Geográfico de Luís Cardoso. Algunos autores atribuyen la creación de la feria a Sancho I (1188) y su legalización a Juan I, pero fue Duarte quien la cambió a la Ribeira, lo que más tarde se llamaría campo de Viriato y para el día 21 de septiembre, día de San Mateo.
La feria sería suspendida hasta la restauración hecha por Alfonso V, ahora con duración de 15 días e inicio el 20 de octubre. Con Manuel I se pasa la feria al Rossio, la actual Plaza de la República, y más tarde se traslada al Campo de Viriato y se celebra entre el 8 de septiembre y el 5 de octubre. En 2006 se conocía a esta feria como Feria de San Mateo.